# Iván Castellani
Pour les articles homonymes, voir Castellani.
Iván Castellani (né le 19 janvier 1991 à Padoue, en Vénétie) est un joueur argentin de volley-ball. Il mesure 1,98 m et joue attaquant. Il totalise 62 sélections en équipe d'Argentine.

## Biographie
Il est le fils de Daniel Castellani, ancien joueur international argentin de volley-ball.

## Clubs
| Club                   | De             | À             |
| ---------------------- | -------------- | ------------- |
| UPCN Vóley             | 2009-2010      | 2009-2010     |
| Club Ciudad de Bolívar | 2010-2011      | 2011-2012     |
| PSM Vóley              | 2012-2013      | 2012-2013     |
| Montpellier UC         | septembre 2013 | décembre 2013 |
| Pallavolo Molfetta     | jan 2014       | avril 2014    |

## Palmarès
- Championnat du monde des moins de 21 ans
  - Finaliste : 2011